# Wereldkampioenschappen baanwielrennen 1952
De wereldkampioenschappen baanwielrennen 1952 werden gehouden van 26 tot en met 31 augustus 1952 in het Franse Parijs. Er stonden vijf onderdelen op het programma, drie voor beroepsrenners en twee voor amateurs.

## Uitslagen

### Beroepsrenners
| Onderdeel     | Goud               | Goud        | Zilver              | Zilver                   | Brons         | Brons     |
| ------------- | ------------------ | ----------- | ------------------- | ------------------------ | ------------- | --------- |
| Sprint        | Oskar Plattner     | Zwitserland | Georges Senfftleben | Frankrijk                | Jan Derksen   | Nederland |
| Achtervolging | Sydney Patterson   | Australië   | Antonio Bevilacqua  | Italië                   | Lucien Gillen | Luxemburg |
| Stayeren      | Adolph Verschueren | België      | Walter Lohmann      | Bondsrepubliek Duitsland | Henri Lemoine | Frankrijk |

### Amateurs
| Onderdeel     | Goud             | Goud      | Zilver           | Zilver | Brons         | Brons               |
| ------------- | ---------------- | --------- | ---------------- | ------ | ------------- | ------------------- |
| Sprint        | Enzo Sacchi      | Italië    | Marino Morettini | Italië | Cyril Peacock | Verenigd Koninkrijk |
| Achtervolging | Piet van Heusden | Nederland | Mino De Rossi    | Italië | Loris Campana | Italië              |

### Medaillespiegel
| Plaats | Land                     | Goud | Zilver | Brons | Totaal |
| 1      | Italië                   | 1    | 3      | 1     | 5      |
| 2      | Nederland                | 1    | 0      | 1     | 2      |
| 3      | Australië                | 1    | 0      | 0     | 1      |
| 3      | België                   | 1    | 0      | 0     | 1      |
| 3      | Zwitserland              | 1    | 0      | 0     | 1      |
| 6      | Frankrijk                | 0    | 1      | 1     | 2      |
| 7      | Bondsrepubliek Duitsland | 0    | 1      | 0     | 1      |
| 8      | Verenigd Koninkrijk      | 0    | 0      | 1     | 1      |
| 8      | Luxemburg                | 0    | 0      | 1     | 1      |
| Totaal | Totaal                   | 5    | 5      | 5     | 15     |